# Prima battaglia di Sabine Pass
La prima battaglia di Sabine Pass del settembre 1862 è stata un episodio della guerra di secessione americana durante la quale, mentre la marina unionista bloccava i porti del Texas, le forze terrestri nordiste cercarono di aprire la via per una possibile operazione anfibia contro la città confederata di Sabine Pass.

## La battaglia
Il 25 settembre 1862 le forze nordiste arrivarono nei pressi di Fort Sabine con lo scopo di conquistare questa fortezza nemica posta a difesa della foce del fiume Sabine.
Il comandante unionista ordinò un bombardamento navale contro le posizioni sudiste che risposero al fuoco ma, in inferiorità numerica, il giorno dopo dovettero arrendersi.